# Bethelkirken
Bethelkirken er en frikirke i Aalborg, der er medlem af Baptistkirken i Danmark. Menigheden blev oprettet i 1840 og fejrede i 2010 170-årsjubilæum.

## Eksterne links
- Officielt websted

|  | Denne artikel om en bygning eller et bygningsværk kan blive bedre, hvis der indsættes et (bedre) billede. Du kan hjælpe ved at afsøge Wikimedia Commons for et passende billede eller lægge et op på Wikimedia Commons med en af de tilladte licenser og indsætte det i artiklen. |

57°02′39″N 9°55′22″Ø / 57.04419°N 9.92283°Ø